# Праве мушице
Праве муве (Muscidae) су породица која обухвата преко 100 родова са 4.000 врста па представља најобимнију и најпознатију породицу реда двокрилаца (Diptera). 

## Опис
Величина тела варира од малих до крупних форми. Одрасле јединке живе углавном паразитски, хране се крвљу човека и животиња, али се неке врсте хране различитим органским материјама и нису паразити.

## Галерија
Најпознатији представник фамилије правих мува је кућна мува.

## Родови
Списак родова породице правих мушица према „Каталогу живота” (енгл. Catalogue of Life):
- Adia
- Aethiopomyia
- Afromydaea
- Agenamyia
- Albertinella
- Alluaudinella
- Altimyia
- Amicitia
- Anaphalantus
- Andersonosia
- Anthocoenosia
- Anthomyia
- Apsil
- Arthurella
- Atelia
- Atherigona
- Auria
- Azelia
- Balioglutum
- Beccimyia
- Biopyrellia
- Bithoracochaeta
- Brachygasterina
- Brevicosta
- Bruceomyia
- Bryantina
- Buccophaonia
- Calliphoroides
- Camptotarsopoda
- Caricea
- Cariocamyia
- Cephalispa
- Chaetagenia
- Chaetopapuaia
- Chaetophaonia
- Charadrella
- Chortinus
- Coenosia
- Cordilura
- Cordiluroides
- Correntosia
- Crucianella
- Curranosia
- Cypselodopteryx
- Cyrtoneurina
- Dasyphora
- Deltotus
- Dichaetomyia
- Dimorphia
- Dolichophaonia
- Drepanocnemis
- Drymeia
- Eginia
- Eginiella
- Eudasyphora
- Exsul
- Fraserella
- Graphomya
- Gymnodia
- Gymnopapuaia
- Haematobia
- Haematobosca
- Haematostoma
- Haroldopsis
- Hebecnema
- Helina
- Helinomydaea
- Heliographa
- Hemichlora
- Hennigiola
- Hennigmyia
- Huckettomyia
- Hydrotaea
- Idiohelina
- Insulamyia
- Itatingamyia
- Lasiopelta
- Limnohelina
- Limnophora
- Limnospila
- Lispacoenosia
- Lispe
- Lispocephala
- Lispoides
- Lophosceles
- Macroeginia
- Macrorchis
- Magma
- Megophyra
- Mesembrina
- Metopomyia
- Microcalyptra
- Mitroplatia
- Morellia
- Mulfordia
- Musca
- Muscina
- Mydaea
- Myiophaea
- Myospila
- Neivamyia
- Neodexiopsis
- Neohelina
- Neolimnophora
- Neomuscina
- Neomyia
- Neorypellia
- Neurotrixa
- Notoschoenomyza
- Nystomyia
- Ochromusca
- Ocypodomyia
- Ophyra
- Opsolasia
- Orchisia
- Oxytonocera
- Pachyceramyia
- Palpibracus
- Papuaia
- Papuaiella
- Paracoenosia
- Paralimnophora
- Parastomoxys
- Parvisquama
- Passeromyia
- Pectiniseta
- Pentacricia
- Phaomusca
- Phaonia
- Phaonidia
- Phaonina
- Philornis
- Pictia
- Pilispina
- Plexiopsis
- Plumispina
- Polietes
- Polietina
- Potamia
- Prohardyia
- Prostomoxys
- Pseudocoenosia
- Pseudohelina
- Pseudoptilolepis
- Psilochaeta
- Pygophora
- Pyrellia
- Pyrellina
- Reinwardtia
- Reynoldsia
- Rhabdoptera
- Rhinomusca
- Rhynchomydaea
- Rypellia
- Sarcopromusca
- Scenetes
- Schoenomyza
- Schoenomyzina
- Scutellomusca
- Sinophaonia
- Souzalopesmyia
- Spanochaeta
- Spathipheromyia
- Spilogona
- Stomopogon
- Stomoxys
- Stygeromyia
- Syllimnophora
- Syngamoptera
- Synthesiomyia
- Tamilomyia
- Tertiuseginia
- Tetramerinx
- Thaumasiochaeta
- Thricops
- Trichomorellia
- Villeneuvia
- Xenomorellia
- Xenomyia
- Xenotachina
- Xestomyia